# Corellidae
Corellidae zijn een familie van zakpijpen (Ascidiacea) uit de orde van de Phlebobranchia.

## Geslachten
- Abyssascidia Herdman, 1880
- Chelyosoma Broderip & Sowerby, 1830
- Clatripes Monniot F. & Monniot C., 1976
- Corella Alder & Hancock, 1870
- Corelloides Oka, 1926
- Corellopsis Hartmeyer, 1903
- Corynascidia Herdman, 1882
- Dextrogaster Monniot F., 1962
- Mysterascidia Monniot C. & Monniot F., 1982
- Rhodosoma Ehrenberg, 1828
- Xenobranchion Ärnbäck-Christie-Linde, 1950